# 昴宿增十二
昴宿增十二是一顆聯星和在疏散星團昴宿星團 （Messier 45）的第七亮星。它還有變星名稱「金牛座BU」（BU Tau）和由約翰·佛蘭斯蒂德命名的名稱「金牛座28」（28 Tau）。這顆恆星位於金牛座，距離太陽約138秒差距（450光年）。昴宿增十二靠近較亮的恆星昴宿七，因此儘管是一顆五等星，但觀星者很難用肉眼區分出來。
聯星昴宿增十二中較亮的恆星，即成員A，是一顆熾熱的B恆星，其亮度是太陽的184倍。它被歸類為Be星，具有某些獨特的特徵：週期性的相變和由兩個相互成不同角度的氣體盤組成的複雜的星周環境。這顆主星自轉迅速，接近其裂解速度，甚至比水委一快。儘管已經對伴星B進行了一些研究，但成員B的成分和恆星特徵尚不清楚。
昴宿增十二是昴宿星团第七亮的恒星，次于昴宿六、昴宿七、昴宿一、昴宿四、昴宿五和昴宿二。

## 名稱
金牛座28是這顆恆星在佛蘭斯蒂德命名法的名稱，金牛座BU是它的變星名稱。昴宿增十二的英文名稱Pleione起源於希臘神話；她是七個女兒的母親，她們在希臘神話中被稱為普勒阿得斯。在2016年，國際天文學聯合會組織了一個恆星名稱工作組（WGSN）對恆星的專有名稱進行編目和標準化。WGSN於2016年7月的第一期公告包括WGSN核定的前兩批名稱表；其中包括這顆恆星的名稱：Pleione。現在，它已經被列入國際天文學聯合會的恆星名稱目錄。
昴宿增十二在清代的星表《仪象考成》增補入西方白虎七宿中的昴宿昴星官第十二星，這也是昴宿增十二名字的来由。

## 可見性
在V星等中，昴宿增十二的視星等為+5.05，肉眼本就不容易看見，再加上它距離亮度是其3.7倍的昴宿六不到5弧分，因此就更難分辨出來。
從每年10月開始，在黎明之前的清晨，可以看到昴宿增十二和星團的其它部分在東方升起。需要等到12月，才能在四落後看見它。到2月中旬，地球上幾乎每個有人居住的地區都能看到這顆恆星，只有南緯66°以南的地區看不到它。即使在非洲大陸的頂端，即南非的開普敦等都市，也會在地平線上方近32°高。由於昴宿增十二其赤緯約為+24°，因此對位於北緯66°以上的北半球，它是顆拱極星。4月下旬開始，昴宿增十二可以在暮色中的西方地平線附近短暫看到，之後就和昴宿星團的其它恆星一齊落入地平線下。
昴宿增十二被歸類為仙后座γ型變星，視星等的亮度波動範圍在4.8到5.5之間。它的光譜分類為B8Vne，是一顆熾熱的主序星。由於其快速旋轉而具有「星雲狀」的吸收線，並且有來自周圍由恆星噴出的物質形成的星周盤發射線。
關於這顆恆星與地球的實際距離一直存在重大爭議。這場爭論圍繞著量測距離的不同方法展開：視差是最核心的方法，但光度學和光譜觀測也產生了有價值的見解。在依巴谷衛星任務之前，昂宿星團的估計距離約為135秒差距（440光年）。1997年出版《依巴谷星表》時，新的視差量測表明距離要近得多，約為119±1.0 pc（388±3.2 ly），在天文學家中引發了巨大的爭議。數據修正後得出的距離大致相同，為 120±2 pc。一些天文學家指出，如果依巴谷的測量是準確的，那麼星團中的恆星將比類太陽恆星還要暗淡，這一概念將挑戰恆星結構的一些基本規律。2004年，由哈伯太空望遠鏡的精細導星感測器進行的干涉量測，並得到加州理工學院和美國國家航空暨太空總署的噴射推進實驗室的研究證實，最初估計的135秒差距（440光年）是正確的數值。蓋亞DR3 的視差為7.24±0.1255 mas，表示距離相當於138 pc。由於恆星的亮度，對於蓋亞的結果來說是相對不精確的，且仍然有類似於依巴谷結果的統計誤差。

## 性質
Be星的早期研究人員之一奧托·斯特魯維在1942年表示，昴宿增十二是「昴宿星團中最有趣的成員」。就像星團中的許多恆星一樣，昴宿增十二是藍白色的B型主序矮星，表面溫度約為11,000 K。它的熱光度為184 L☉，假設距離約為130pc，昴宿增十二的半徑為3.7 R☉，質量為2.9 M☉，它比昴宿星團中最亮的恆星要小得多。例如，昴宿六的半徑為 10 R☉，光度為2,400 L☉，使其體積大約是昴宿增十二的30倍，亮度大約是昴宿增十二的13倍。

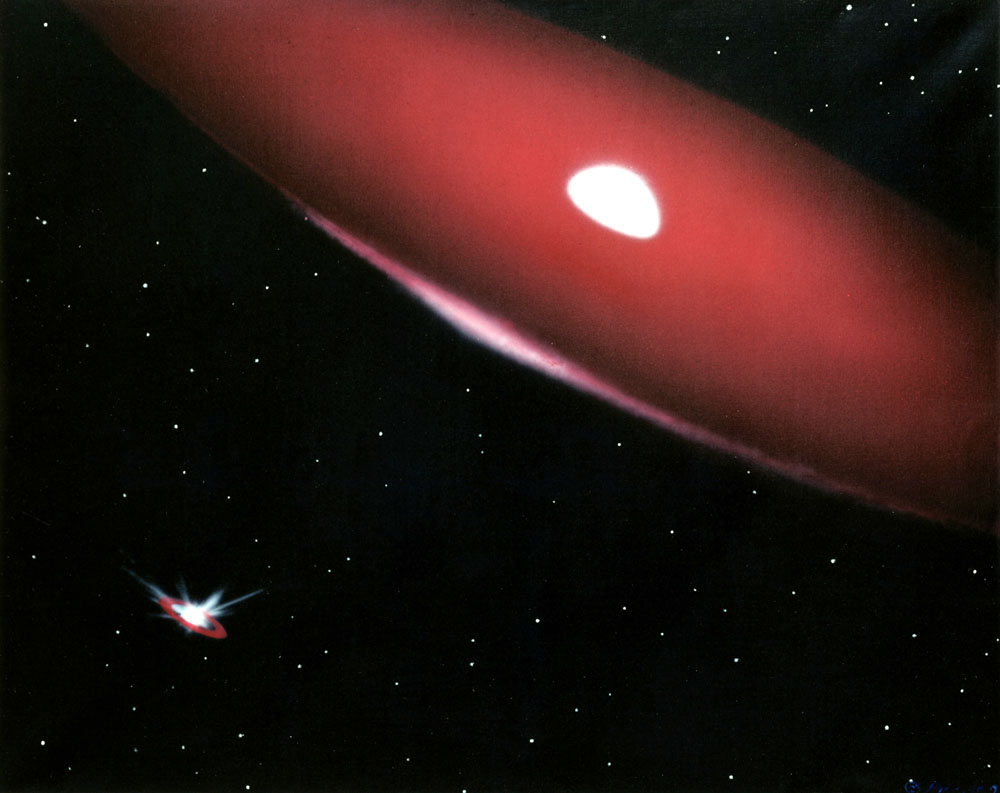
藝術家筆下的天大大將二（英仙座φ）系統想像圖。類似昴宿增十二和天大將軍二的典型Be星都擁有一個可能是由於快速自轉而產生的氣態赤道盤。

昴宿增十二是經典的Be星，通常被稱為「活躍的熱星」。經典Be星是靠近主序帶的B型恆星，在光譜類型中帶有「e」，表示昴宿增十二表現出發射線，而不是典型的B型恆星的吸收線。發射線通常表明恆星被氣體包圍。在Be星的情況下，氣體通常以 赤道盤的形式出現，導致電磁輻射不僅來自光球層，還來自赤道盤。這種氣態星際環境的幾何形狀和運動學最好解釋是克卜勒圓盤：通過旋轉而不是氣體或輻射壓力來抵抗重力的圓盤。像這樣環繞著的恆星盤因為是由從恆星上拋出的物質組成的，所以有時被稱為「反吸積盤」（與向恒星下落物質的吸積盤相反）。
Be星的快速自轉（>200公里/秒），導致它們高度扁平，具有強大量的恆星風和高質量損失率 Pleione's rotational velocity of 329 km/s is considerably faster than the 251 km/s of Achernar, a prototypical Be star.。昴宿增十二每11.8小時繞其軸旋轉一次，而水委一（波江座α）為48.4小時。
相較之下，太陽自轉需要25.3天。昴宿增十二的自轉速度如此之快，以至於它接近於B8V型恆星的估計裂解速度，約370-390公里/秒。這就是它失去如此多質量的原因。

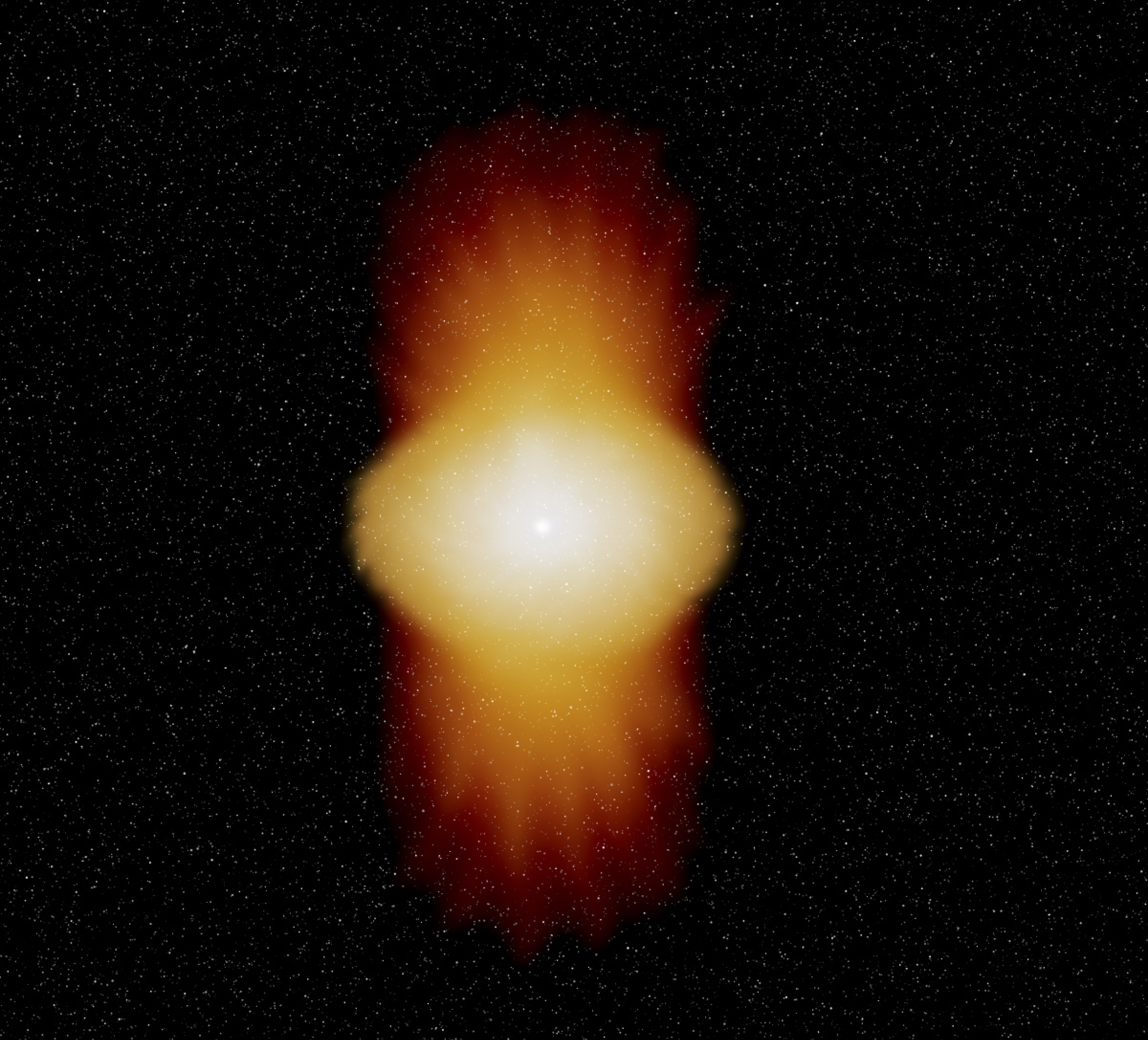
藝術家筆下的杵二（天壇座α）以接近 解體速度旋轉，並通過從兩極發生的恆星風失去質量的圖。

昴宿增十二很不尋常，因為它在三個不同的階段之間交替：1）正常的B型星，2）Be星 和 3）Be殼層星。原因是「減吸基盤」的變化：它出現、消失和重組。圓盤中的物質在引力的作用下被拉回恆星，但如果它有足夠的能量，它可以逃逸到太空中，從而產生恆星風。有時，Be星會同時形成多個反吸積盤，產生複雜的星周動力學。

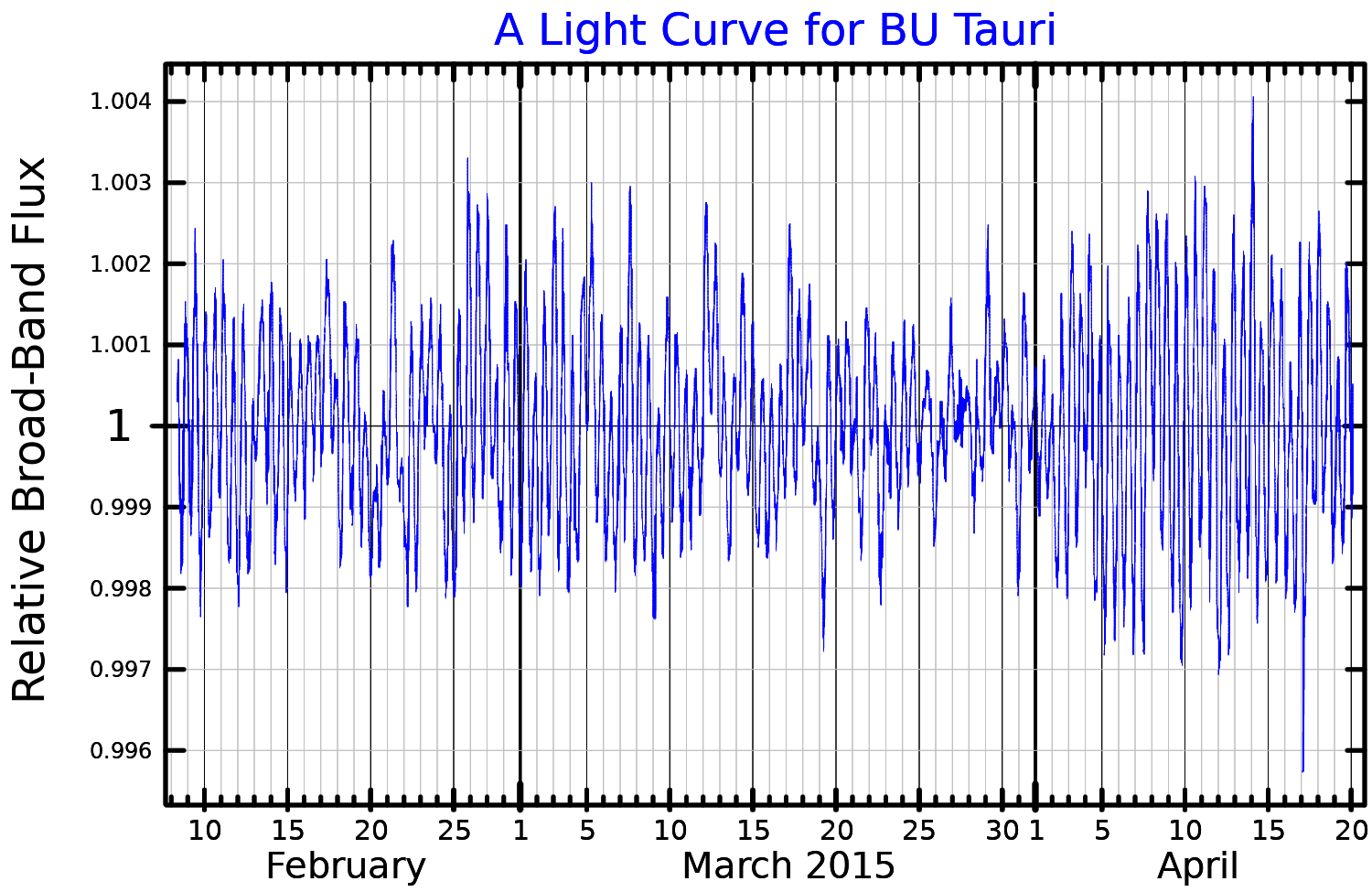
Broad-band optical昴宿增十二的光變曲線。

由於這種動力學，昴宿增十二表現出突出的長期光度和 光譜變化，時間跨度約為 35 年。在 20 世紀，昴宿增十二經歷了幾次相變：直到1903年一直處於 Be星期、B型星期（1905-1936 年）、Be殼層星期（1938-1954 年），然後是另一個Be星期（1955-1972 年）。然後，它在1972年回到Be殼層星階段，在其光譜中發展出許多殼吸收線。與此同時，這顆恆星的亮度從1971年底開始下降。在1973年底達到最低亮度後，這顆恆星逐漸重新變亮。1989年，昴宿增十二進入Be星階段，一直持續到2005年夏天。
這些相位變化歸因於1972年形成的反吸積盤的演變。 偏振的觀測顯示固有的起偏振角已經改變，表明圓盤軸的方向發生了變化。因為昴宿增十二有一個軌道很近的恆星伴星，所以偏振角的偏移被歸因於伴星導致了盤的進動（擺動），進動期約為81年。
2005年至2007年的光度和光譜觀測表明，在赤道周圍形成了一個新的圓盤：產生了兩個不同傾角（60° 和 30°）的圓盤。新形成的氣體盤傾角在60°左右，而原有的氣體盤傾角在30°左右，這種錯位的雙盤結構在其他Be星周圍沒有觀察到。

## 恒星系统
目前已知昴宿增十二是一个散斑成像联星系统，但其轨道参数目前仍然没有被完全确定。1996年，一个由日本和法国天文学家组成的研究小组发现昴宿增十二是一个单线光譜聯星，轨道周期为218.0天，偏心率高达0.6。在華盛頓雙星目錄中，昴宿增十二的两颗组成星的角距离为0.2角秒，假设恒星距离地球120秒差距，即两颗组成星的实际距离为24天文单位。

## 民俗影响

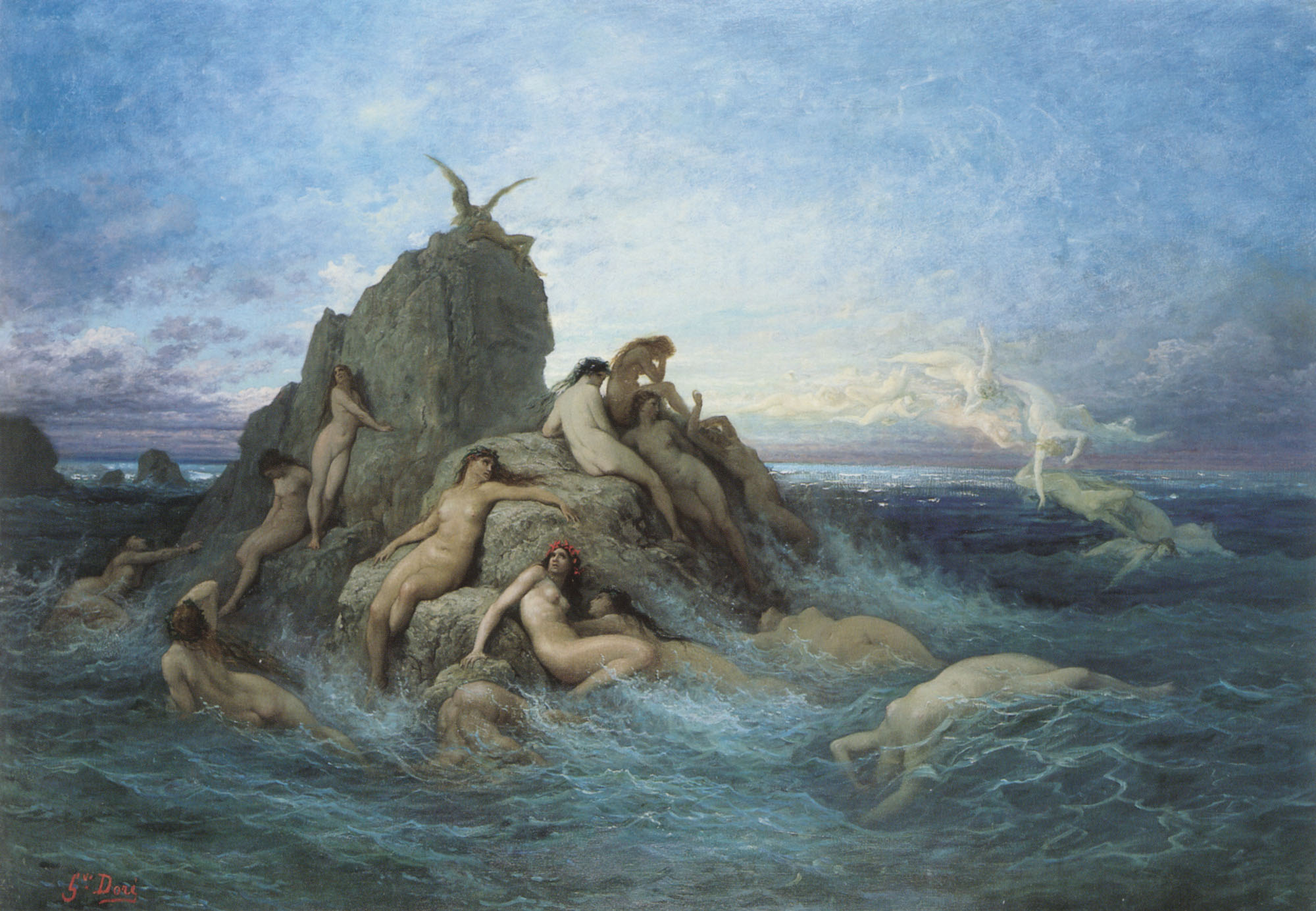
法国画家古斯塔夫·多雷的畫作，描绘昴宿增十二（普勒俄涅)为俄刻阿尼得斯宁芙女神。

### 神话
昴宿增十二在西方被称为Pleione，即普勒俄涅。她是俄刻阿尼得斯宁芙，提坦俄刻阿诺斯及忒提斯的三千位女儿之一。宁芙（Nymph）是希腊神话中的自然精灵，而俄刻阿尼得斯是水的精灵。虽然被认为是较次要的神灵，她们仍然被尊崇为自然世界的保护者。每一个俄刻阿尼得斯都是某特定水域的守护神，海洋、河流、湖泊、泉水甚至云，或者是其他相关的物质。普勒俄涅是海之宁芙，提坦阿特拉斯的配偶，许阿得斯姊妹、许阿斯及普勒阿得斯七姊妹的母亲。

### 命名和词源
也许是由于和昴宿七太过接近难以分辨，中国古人并没有给这颗恒星命名，直到清代的星表《仪象考成》才被增补入西方白虎七宿中昴宿的昴星官第十二星，这也是昴宿增十二名字的来由。《史记·天官书》：“昴曰髦头，胡星也，为白衣会。”其直接含义是指中国西部地区的少数民族，他们披发作战，被称为髦头，是勇武的象征。由于昴宿位于西方白虎，所以又被古代星占家当做是西方白虎头上的长毛。
当对昴宿星团的恒星进行命名时，星团东面的一对恒星被命名为Atlas（阿特拉斯，即昴宿七）和Pleione（普勒俄涅，昴宿增十二），而星团其他七颗亮星则以普勒阿得斯（Pleiades）七姊妹的名字命名。而Pleiades被古罗马诗人瓦勒里乌斯·弗拉库斯（Gaius Valerius Flaccus）当做整个星团的名字（现在昴宿星团的西方名字就是Pleiades），而意大利天文学家里西奥利（Giovanni Battista Riccioli）则称昴宿增十二为“母亲普勒俄涅”（Mater Pleione）。
现在对Pleione和Pleiades这两个词的词源有三种主流的不同意见。第一种是两个词都是来源自希腊词语πλεῖν，意思是“航行”。这种说法似乎是可信的，因为古希腊是一个航海文明社会，而普勒俄涅是海之宁芙。因此普勒俄涅有时又被当做为“航海皇后”，而她的女儿们也有类似的称谓。而且昴宿星团出现的时间刚好是在古代适合航行季节的夜晚，在昴宿星团清楚可见的夜晚水手们才能很好地辨别航行方向，从而避免遭遇不幸。另一种说法是这两个词来源于希腊词语Πλειόνη，意思是“多”、“满”。这个解释刚好和《圣经》对昴宿星团的称呼Kīmāh和阿拉伯人对昴宿星团的称呼Al Thurayya相对应。事实上，普勒俄涅曾经被算作Epimelides（牧场宁芙）的一个，掌管动物的繁殖，因此她的名字有“增加数量”的意思。第三种说法是来源自古希腊词，即鸽子。这种说法来自七姊妹的神话，她们为了摆脱猎人俄里翁无休止的追求，而恳求宙斯将她们变成一群鸽子，飞越天空。

### 现代文化
1955年，由Time-Life出版的自然类畅销书《我们生活的世界》（The World We Live In）中有一张昴宿增十二的想象图，标题为“紫色的昴宿增十二”（Purple Pleione）。这张插图由著名的空间艺术家邦艾斯泰绘制，对插图的解释文字写道：“紫色的昴宿增十二，位于我们熟悉的昴宿星团，它的旋转非常快，变成扁平的飞碟形状，并抛射出暗红色的氢气环，这些气体围绕在恒星的赤道，掩盖了它发出的紫色光。”
由于在神话传说中，普勒俄涅和航行以及兰花有关联，以此昴宿增十二在西方经常和风度、速度和优雅等联系起来。一些被设计得很好的赛艇都会被命名为Pleione，而2004年落成的上海东方艺术中心也以蝴蝶兰为灵感。美国说唱音乐家Fat Jon在他2007年发行的专辑Hundred Eight Stars中有一个曲目是献给昴宿增十二。